# Mycena holoporphyra
Mycena holoporphyra é uma espécie de cogumelo da família Mycenaceae.